# Javor ve Chříči
Javor v Chříči byl památný strom u Chříče v okrese Plzeň-sever.

## Historie
Přibližně 280 let starý javor mléč kultivar 'Schwedleri' (Acer platanoides) stál na zahradě u hájovny V Háji vpravo od silnice vedoucí na Slatinu. Před svým zánikem měl javor jednu ze tří hlavních větví odlomenou i s částí kmenu, dvě zbylé větve se větvily ve výšce 2,5 m. Měřený obvod kmene byl 424 cm, plochá jednostranná koruna o průměru 16 m dosahovala do výšky 27,5 m (měření v roce 2000). Strom byl chráněn od roku 1987 pro svůj vzrůst a jako krajinná dominanta.

## Zrušení památkové ochrany
Při kontrole památných stromů v březnu 2010 bylo zjištěno, že v minulosti vlivem silného větru došlo k odlomení velké části koruny, což vedlo k pozdějšímu zániku stromu. Správa CHKO Křivoklátsko zrušila ochranu někdejšího památného stromu s účinností k 30. srpnu 2010.